# Antonio Tanguma
Antonio Tanguma Guajardo (China, Nuevo León, 26 de enero de 1903 - 5 de diciembre de 1989), conocido como el «Rey del acordeón», fue un compositor y acordeonista mexicano. Entre sus composiciones más conocidas se encuentran Evangelina, El Cerro de la Silla, El naranjo, Aurora Cholita, Así es mi tierra, Agustina y Échatelas pa’l alto. A lo largo de su vida compuso polcas, redovas, huapangos y schotices. 

## Biografía
En 1920 compró su primer acordeón. Como no funcionaba apropiadamente, decidió cruzar la frontera y dirigirse a Laredo. Al llegar a Estados Unidos, trabajó en la labor para ahorrar y comprar un acordeón nuevo. En 1932 regresó a China. En septiembre de 1933 contrajo matrimonio con María de Jesús y tuvieron 14 hijos. En 1938 decidió ir a vivir a Monterrey y probar suerte como músico, a veces como solista y otras acompañado de un contrabajo. En 1945 recorrió las cantinas de la Ciudad de México y del centro del país con su música, pero no siempre fue bien recibido, ya que el acordeón no era un instrumento muy conocido. 
Uno de los bares donde tocaba continuamente era el «Bola de Oro» en Monterrey. 
Había perfeccionado tanto su ejecución en el acordeón que llegó a tocarlo con la barbilla, con una sola mano, y hasta interpretó con dos acordeones al mismo tiempo. Tanguma escribió más de sesenta composiciones de su autoría, las cuales son consideradas como típicas de la zona dentro de bailables folclóricos.
Es recordado por su ritmo norteño. Sus composiciones han sido coreografiadas por el ballet de José Daniel Andrade.
La Universidad Autónoma de Nuevo León ha realizado conciertos en su honor.

## Discografía

### Álbumes

#### Álbumes de estudio
| Lado A |                       |                  |          |  |
| N.º    | Título                | Escritor(es)     | Duración |  |
| 1.     | «Monterrey»           | Raymundo Treviño | 2ː44     |  |
| 2.     | «Aurora»              | Antonio Tanguma  | 2ː33     |  |
| 3.     | «Evangelina»          | Antonio Tanguma  | 2ː06     |  |
| 4.     | «El Naranjo»          | Antonio Tanguma  | 2ː35     |  |
| 5.     | «Echatelas Pa'l alto» | Antonio Tanguma  | 2ː16     |  |

| Lado B |                  |                 |          |  |
| N.º    | Título           | Escritor(es)    | Duración |  |
| 1.     | «Polka Alegre»   | Antonio Tanguma | 2ː27     |  |
| 2.     | «Cholita»        | Antonio Tanguma | 2ː39     |  |
| 3.     | «Agustina»       | Antonio Tanguma | 2ː25     |  |
| 4.     | «Las Comadres»   | Antonio Tanguma | 2ː35     |  |
| 5.     | «La Atravancada» | Antonio Tanguma | 2ː13     |  |

### Sencillos
| Año  | Sencillo (Cara A / Cara B)                        | Sello / Núm. cat. | Álbum     | Formato |
| ---- | ------------------------------------------------- | ----------------- | --------- | ------- |
| 1958 | «Evangelina» / «Asi es mi tierra» Antonio Tanguma | Peerless 5811     | Sin álbum | 45 RPM  |